# Pietro Torri
Pietro Torri (Peschiera del Garda, rond 1650 - München, 6 juli 1737) was een Italiaanse componist die in de Zuidelijke Nederlanden en in Beieren heeft gewerkt.

## Leven
Van 1684 tot 1688 was hij bij de markgraaf van Bayreuth in dienst als organist. Daarna trad hij in dienst bij keurvorst Maximiliaan II Emanuel van Beieren. In 1692 volgde hij zijn werkgever en een deel van het hoforkest naar de Spaanse Nederlanden. De keurvorst hoopte met de Zuidelijke Nederlanden een Spaanse erfenis te kunnen binnenhalen en vestigde zich op het Coudenbergpaleis in de residentiestad Brussel. Torri trouwde hier met de dochter van balletmeester François Rodier. Hij verbleef ook in Bergen, Namen, Rijsel, Compiègne en Valencijn waar verschillende van zijn opera’s worden uitgevoerd.
In 1715 keerde hij naar München terug en componeerde daar gelegenheidscantates en jaarlijks een opera. In 1726 stierf zijn broodheer. Karel Albrecht volgde hem op, naar aanleiding waarvan Torri een muzikale hulde aan de nieuwe heerser componeerde: de allegorische cantate La Baviera. In dit werk worden de Beierse aanspraken op de keizerstroon al verklankt. De beroemde castraat Farinelli zong tijdens diens verblijf in München in 1729 een solopartij in een opera van Torri. 
De betrekking van hofkapelmeester verkreeg Torri officieel pas na de dood van Giuseppe Antonio Bernabei.

## Werken
Naast ongeveer 50 opera’s componeerde Torri serenades, oratoria, psalmen, torneo’s, cantates en een Te Deum voor Max Emanuel. Het oratorium Triomphe de la paix werd gecomponeerd ter gelegenheid van de vrede van Rastatt in 1715.

## Opera’s
- L’inoccente giustificato (Bayreuth, 1688)
- Gli oracoli di Pallade e Nemesi (München, 1690)
- Briseide (Hannover, 1696)
- San Gaetano (Brussel, 1705)
- La vanità del mondo (Brussel, 1706)
- Le martyre des maccabéens (Valencijn, 1710)
- Ismene  (München, 1715)
- La Merope (München, 12 oktober 1719)
- Lucio Vero (München 1720)
- Adelaide (München, 1722)
- Griselda (München, 1723)
- Amadis di Grecia (München, 1724)
- Nicomede (München, 1728)
- Edippo (München, 1729)
- Le Martyre des Maccabees (~1712)

- Bibliothèque nationale de France: cb14049824x (data)
- Gemeinsame Normdatei: 120890437
- International Standard Name Identifier: 0000 0000 7712 4176
- Library of Congress Control Number: nr89014675
- MusicBrainz: 8654ff45-596d-44f9-b5c8-addaf7d642c7
- Nationale Bibliotheek van Tsjechië: mzk20191041868
- Nederlandse Thesaurus van Auteursnamen: 099909456
- SNAC: w6mh079h
- Système universitaire de documentation: 161018750
- Virtual International Authority File: 44566014
- WorldCat: E39PBJmHJ4BkPvP7WRRxK4xbh3